# Похід на Бахчисарай
Похід на Бахчисарай-похід козаків 1675 року на столицю Кримського ханства Бахчисарай, ініціатором походу став Іван Сірко.

## Передумови
У 1673 році козаки здійснюють успішний похід на Очаків та фортецю Аслан, також Іван Сірко наносить поразку тататам на Слобожанщині. Через це татаро-турецьке військо хоче знищити січ. Тоді Іван Сірко й збирає військо для помсти.

## Бойові дії
У 1675 році козацьке військо під проводом кошового отамана Сірка вирошило на Бахчисарай. Перед тим як взяти саме місто козаки спочатку повернули на схід до міста Гезлев, а далі до міста  Карасубазар. Облога обох міст виявилась успішною що підняло моральний дух козаків.
Нарешті військо дісталось головної цілі походу, хан та його почет втекли у гори, а кримськотатарське військо зазнало нищівної поразки на всіх фронтах. Козаки звільнили тисячі невільників — українців, росіян, поляків; В полон потрапило 4 тисячі татар. Це був один з найвизначніших походів Івана Сірка на Кримське ханство.

## Наслідки
В першу чергу козаки знищили загрозу зі сторони кримського ханства, та зменшили його могунітність. За час походу козаки здобули багато трофеїв, що дало більші финансові можливости.